# گرمان تیتوف
گرمان ستپانوویچ تیتوف (به روسی: Герман Степанович Титов) (زادهٔ ۱۱ سپتامبر ۱۹۳۵ در آلتایی – درگذشتهٔ ۲۰ سپتامبر ۲۰۰۰ در مسکو) کیهان‌نورد روسی، دومین فضانورد روسیه و جهان است. گرمان تیتوف جوان‌ترین فضانورد تاریخ و نخستین فضانوردی بود که سفر فضایی‌اش با فضاپیمای وستوک –۲ به مدت یک شبانه روز به طول انجامید. وی به عنوان فضانورد ذخیره در کنار یوری گاگارین انتخاب شده بود.